# Teapa
Teapa, ou plus rarement Santiago de Teapa, est une ville du Mexique dans l'État de Tabasco. Elle compte 26 528 habitants.